# Odontologie

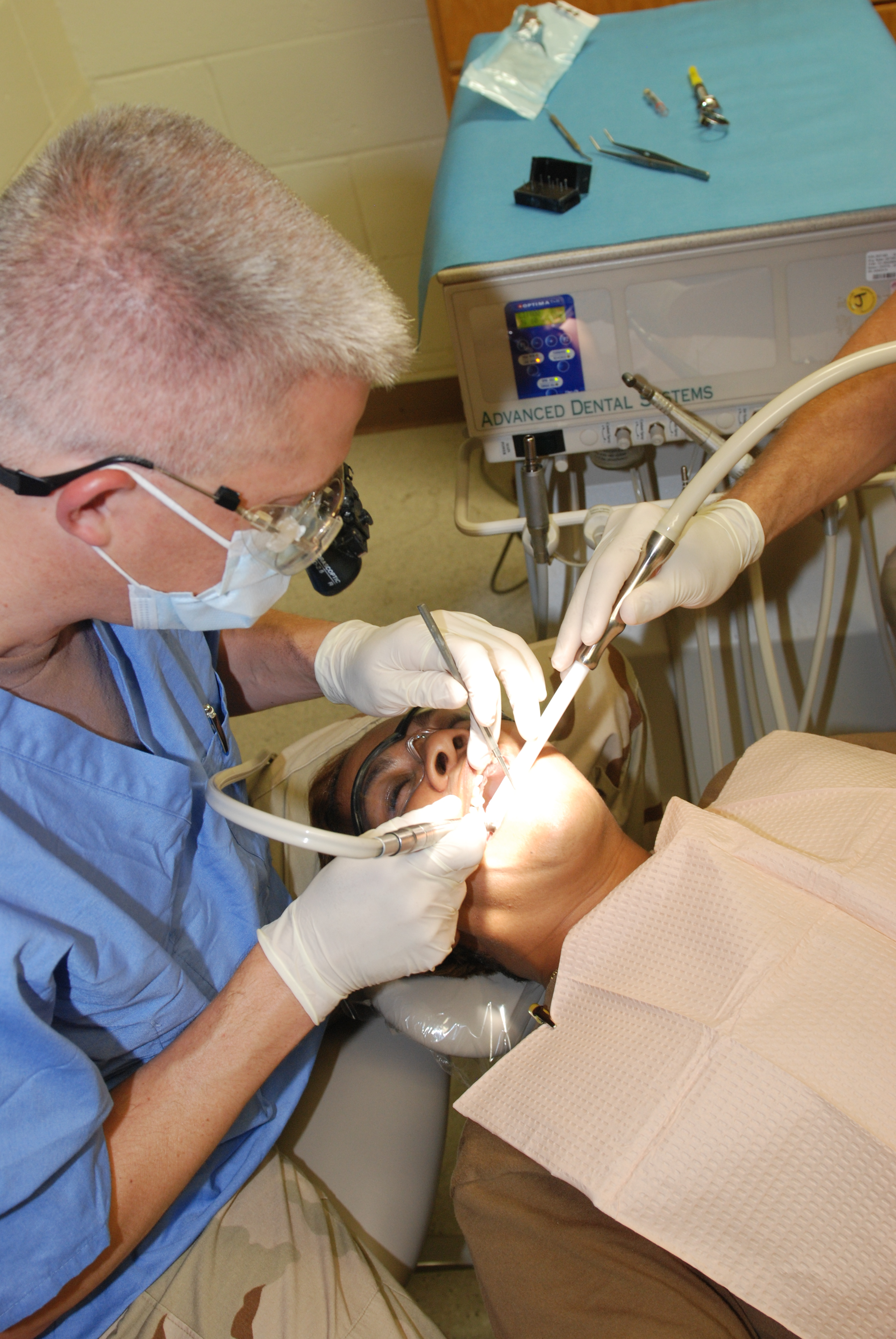
Un dentist lucrând

Odontologia este o ramură a anatomiei, care se ocupă cu studiul dinților, al bolilor dinților și ale țesuturilor învecinate, care implică studiul, diagnosticul, prevenția și tratamentul bolilor cavității bucale.
Ca specialitate stomatologică, odontologia se ocupă de tratarea lezunilor carioase ale dinților, precum și a celor necarioase, care pot fi fracturi, distrofii sau leziuni de uzură dentară.
Această terapie de restaurare dentară este o latură a proteticii, care restabilește integritatea dinților naturali. Restaurările protetice pot fi directe, prin obturații, sau indirecte, atât unidentare cât și pluridentare, prin incrustații, coroane sau punți.
Specialistul în odontologie, care practică odontologia, se numește odontolog, iar în limbajul informal, dentist.